# 赤道を駈ける男
『赤道を駈ける男』（せきどうをかけるおとこ）は、1968年4月28日に公開された日活制作のアクション映画で監督は斎藤武市。
小林旭の映画100本出演記念作品として長期のロケがブラジルで行われた。小林が自ら企画し、小林の設立会社したアロー・エンタープライズ初の映画でもある。

## 配役
- 小林旭 : 伊吹二郎
- 若林映子 : 玲子
- 丹波哲郎 : 宗方
- シリア・ポール : マリーヤ
- 内田朝雄 : トロ
- 葉山良二 : 原田
- 近藤宏 : 楊
- 郷えい治 : 佐伯
- 弘松三郎 : 警察主任
- 平塚仁郎 : 雑誌社の男
- 林田博 : 駐在員
- 三樹高雄 : 宝石鑑定人
- 玉村駿太郎 : 船員Ａ
- 瀬山孝司 : 船員Ｂ
- 黒田剛 : ペトロの乾分Ａ
- 熱海弘至 : ペトロの乾分Ｂ
- 岩手征四郎 : ペトロの乾分Ｃ
- 沢美鶴 : ペトロの乾分Ｄ
- 小川国也 : ペトロの乾分Ｅ
- 荒井岩衛 : ペトロの乾分Ｆ
- 押見史郎 : リオ警察
- 内田良平 : 石川政之進
- 金子信雄 : 岸田

## スタッフ
- 監督 ： 斎藤武市
- 脚本 ： 才賀明、斎藤武市
- 企画 ： 小林旭、友田二郎
- 音楽 ： 山本直純
- 撮影 : 山崎善弘
- 美術 : 佐谷晃能
- 編集 : 近藤光雄
- 主題歌 : 『赤道を駈ける男』: 小林旭

## 楽曲
上記映画公開と同時期に、同名主題歌『赤道を駈ける男』（せきどうをかけるおとこ）のシングル盤が発売された（日本クラウン、規格品番：CW-827）。

### 収録曲
1. 赤道を駈ける男（2分53秒）
作詞：水島哲、作曲：叶弦大、編曲：高見弘
2. ハバナギラ（4分7秒）
作詞：水島哲、作曲：イスラエル民謡、編曲：高見弘

## 併映作品
- 『大幹部 無頼』